# Kråkvilan
För andra betydelser, se Kråkvilan (olika betydelser).
Kråkvilan kallas den speedwayarena i Norrköping som är Vargarnas hemmaplan. Andra namn på den är Kungsängsbanan och Norrköpings motorstadion. På Kråkvilan körs även folkrace, enduro och motocross.